# Roberto Gabini
Roberto Walter Gabini (San Nicolás, Argentina, 10 de junio de 1975) es un exbaloncestista argentino que jugaba en la posición de alero. 

## Trayectoria
| Temporada   | Club                   | País      | Liga    |
| 1994 - 1996 | Belgrano               | Argentina | TNA     |
| 1996 - 1998 | Regatas de San Nicolás | Argentina | LNB     |
| 1998 - 2000 | Obras Sanitarias       | Argentina | LNB     |
| 2000 - 2001 | Atenas de Córdoba      | Argentina | LNB     |
| 2001 - 2002 | Regatas de San Nicolás | Argentina | LNB     |
| 2002 - 2003 | Boca Juniors           | Argentina | LNB     |
| 2003 - 2004 | Conad Rimini           | Italia    | Legadue |
| 2004 - 2005 | Tau Cerámica           | España    | ACB     |
| 2005 - 2007 | Granada                | España    | ACB     |
| 2007 - 2009 | Virtus Roma            | Italia    | LEGA    |
| 2009        | NSB Napoli             | Italia    | LEGA    |
| 2009 - 2010 | Aurora Jesi            | Italia    | LEGA    |
| 2010 - 2011 | Atenas de Córdoba      | Argentina | LNB     |
| 2011        | Libertad de Sunchales  | Argentina | LNB     |
| 2011 - 2013 | Gimnasia Indalo        | Argentina | LNB     |
| 2013 - 2017 | Belgrano               | Argentina | TFB     |
| 2019 - 2020 | Belgrano               | Argentina | TFB     |

## Selección nacional
Gabini jugó en los seleccionados juveniles de baloncesto de la Argentina. 
Posteriormente recibiría citaciones para jugar con la selección mayor, pero terminó por rechazarlas.